# Dichorda albolinearia
Dichorda albolinearia là một loài bướm đêm trong họ Geometridae.